# 니콜라 르 고프
니콜라 르 고프(프랑스어: Nicolas Le Goff, 1992년 2월 15일~)는 프랑스의 배구 선수로 포지션은 미들블로커이다. 현재 프랑스 배구 리그의 몽펠리에 볼리와 프랑스 대표팀의 일원으로 활동하고 있다. 
그는 2020년과 2024년 하계 올림픽에 참가하여 프랑스 대표 선수로서 금메달을 획득했다.